# Врбовац (Витина)
Врбовац (алб. Vërboci или Vërboc) је насељено место у општини Витина, у Косовскопоморавском округу, Косово и Метохија, Република Србија. По законима самопроглашене Републике Косово насеље је у саставу општине Клокот. Атар насеља се налази на територији катастарске општине Врбовац површине 330 ha.

## Историја
У селу је постојала у средњем веку црква која је касније разрушена. На њеним темељима је у 19. веку саграђена црква Св. Димитрија, у коју је уклопљен сачувани део фреске из олтарске апсиде старе цркве.
Митрополит Дионизије је 1900. године посетио место и прегледао православну цркву и српску школу. У врбовачку школу долазе и деца из околних села Грнчара и Подгорца. У месту је 1906. године прослављена школска слава Савиндан. Службовао је у цркви и школи парох, поп Антоније Поповић, домаћин славе био је школски тутор Илија Којић. Учитељ Спира Недељковић је после обреда, изговорио светосавску беседу.
Српски песник Милан Ракић, који је почетком 20. века службовао у Приштини као вицеконзул, забележио је у свом извештају да су Албанци „6. јула 1907. године обили цркву, све иконе покршили и поломили, хаљине свештеничке и књиге поцепали, сребрне ствари као крстове и путир и друго однели са собом и на тај начин опустошили цркву“. Након овога, око цркве је подигнут велики зид.

## Порекло становништва по родовима
Подаци из 1929. године:
Српски родови:
- Којићи (20 кућа, славе Св. Андреја). Досељени из Реткоцера код Медвеђе у првој половини 18. века. Исти су род са Коећевцима у селу Вратница код Тетова. У Вратницу дошли почетком 19. века. Први досељеник био је Никола Којић
- Ракићи (8 к, с. Св. Андреја). Досељени са Којићима из истог места.
- Вујићи (10 к, с. Св. Петку). Досељени са Којићима и Ракићима из истог места.
- Москићи (8 к, с. Св. Андреја). Досељени за Вујићима. Старина из истог места као код горњих, али су кратко време живели у Трнићевцу.
- Кутићи (2 к, с. Св. Николу). Досељени око 1770. године из нишког краја.
- Трнићи (4 к, с. Св. Николу). Пресељени из Шашара од зулума око 1800. године.
- Ђерекарци (4 к, с. Св. Ђорђа). Пресељени из Ђелекара од зулума.
- Ковачевићи (2 к, с. Св. Николу). Пресељени из Клокота око 1810. године.
- Фандићи (6 к, с. Св. Јована). Пресељени из Трпезе око 1830. године.
- Поповићи, Дикићи и Ванушићи са по једном кућом, пресељени из Гњилана 1919. године као бакали.

Православни Роми:
- Недељковић (1 к, с. Св. Василија). Пресељени из Горње Слатине око 1890. године.

Муслимански Роми:
- Мемишовићи (1 к) сељакали су се по Горњој Морави као ковачи.

## Демографија
Насеље има српску етничку већину. Број становника на пописима:
| Демографија | Демографија | Демографија |
| Година      | Становника  | Становника  |
| ----------- | ----------- | ----------- |
| 1948.       | 667         |             |
| 1953.       | 745         |             |
| 1961.       | 758         |             |
| 1971.       | 813         |             |
| 1981.       | 883         |             |
| 1991.       | 775         |             |

### Попис по националној припадности
| Етнички састав према попису из 2011.‍ | Етнички састав према попису из 2011.‍ | Етнички састав према попису из 2011.‍ | Етнички састав према попису из 2011.‍ | Етнички састав према попису из 2011.‍ |
| ------------------------------------ | ------------------------------------ | ------------------------------------ | ------------------------------------ | ------------------------------------ |
|                                      |                                      |                                      |                                      |                                      |
| Срби*                                | Срби*                                |                                      | 191                                  | 68,70%                               |
| Албанци                              | Албанци                              |                                      | 76                                   | 27,33%                               |
| Роми                                 | Роми                                 |                                      | 3                                    | 3,23%                                |
| Остали                               | Остали                               |                                      | 2                                    | 0,72%                                |

- Срби су делимично бојкотовали попис па тачан број није познат.